# Die Rechte
 (août 2016).
Si vous disposez d'ouvrages ou d'articles de référence ou si vous connaissez des sites web de qualité traitant du thème abordé ici, merci de compléter l'article en donnant les références utiles à sa vérifiabilité et en les liant à la section « Notes et références ».

Drapeau de Die Rechte.

Die Rechte (littéralement : « La Droite ») est un parti allemand néonazi fondé en 2012 et dissout en 2025.
Il est fondé par Christian Worch en 2012 dans le but de concurrencer le Parti national-démocrate d'Allemagne (NPD), parti d'extrême droite allemand. Le parti attire surtout des membres et votes de l'Union populaire allemande (DVU), qui s'est fondu dans le NPD en 2011, et souhaite devenir une alternative crédible dans le paysage politique allemand.

## Histoire
Die Rechte est fondé en 2012 par le militant néonazi Christian Worch avec les restes de l'Union populaire allemande.
Il obtient plusieurs sièges au conseil municipal de Dortmund en 2014 et en 2020. En 2023, la section de Dortmund rejoint La Patrie, ce qui affaiblit considérablement Die Rechte.
Le parti annonce sa dissolution en 2025.

## Programme et idéologie

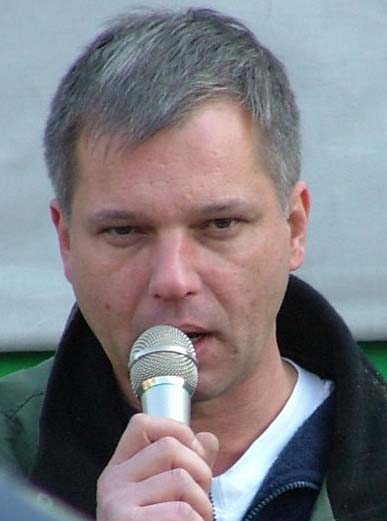
Christian Worch, fondateur de Die Rechte

Christian Worch, son fondateur et président de 2012 à 2017, vient d’une famille nazie. Son père était membre de la Waffen-SS et sa grand-mère aurait aidé Klaus Barbie à s’échapper.
Le programme du parti est principalement basé sur le programme du défunt parti de l'Union populaire allemande, mais a été actualisé et modernisé. Parmi les idées principales sont « la conservation de l'identité allemande », « l'abolition de la tolérance des étrangers » et « la protection du peuple contre les attaques » et remet en cause le fonctionnement de l'Union européenne.
Ses élus à Dortmund ont exigé la liste des quartiers abritant une population juive et tenté de connaître le nombre de personnes séropositives dans leur ville. Certains de ses membres organisent des patrouilles dites « d’autodéfense » sur les lieux supposés de drague homosexuelle, ainsi qu'autour des foyers pour requérants ou dans les transports publics.
Die Rechte est considérée par les services de renseignement allemands comme une organisation dont l'idéologie et les activités se situent dans la mouvance néonazie.

## Ambitions du parti
Le parti cherche à devenir une alternative durable face au Parti national-démocrate d'Allemagne. Il n'a pas d'ambition pour les élections parlementaires allemandes en 2013 où chaque parti doit avoir obtenu au moins cinq pour cent pour entrer au gouvernement, mais plutôt pour les élections européennes en 2014 durant lesquelles cet obstacle a été récemment aboli par le Tribunal constitutionnel fédéral.

## Nom du parti
Le nom du parti est fortement inspiré du parti allemand Die Linke, littéralement La Gauche. Christian Worch souligne qu'il doit y avoir un parti de droite de ce nom, si un parti de gauche existe déjà.